# Josef Herler
Josef Herler, född 21 februari 1886 i Nykarleby, död där 4 april 1968, var en finländsk bokhandlare och skådespelare. 

## Biografi
Herler utbildade sig vid Ateneum, genomgick Svenska Teaterns elevskola 1910–1912 och turnerade några år med Svenska inhemska teatern i Åbo. Han innehade från 1907 en bokhandel i hemstaden, där han skapade Nykarleby museum. Han verkade som talpedagog vid Nykarleby seminarium och utsågs till teaterinstruktör för de svenskösterbottniska ungdomsföreningarna, för vilka han satte upp omkring 250 amatörteaterpjäser. Han var en färgstark person och en central gestalt i svenskösterbottniskt kulturliv.